# 大栄車輌
- 大栄車輌
- 大榮車輌
- 大榮車輛

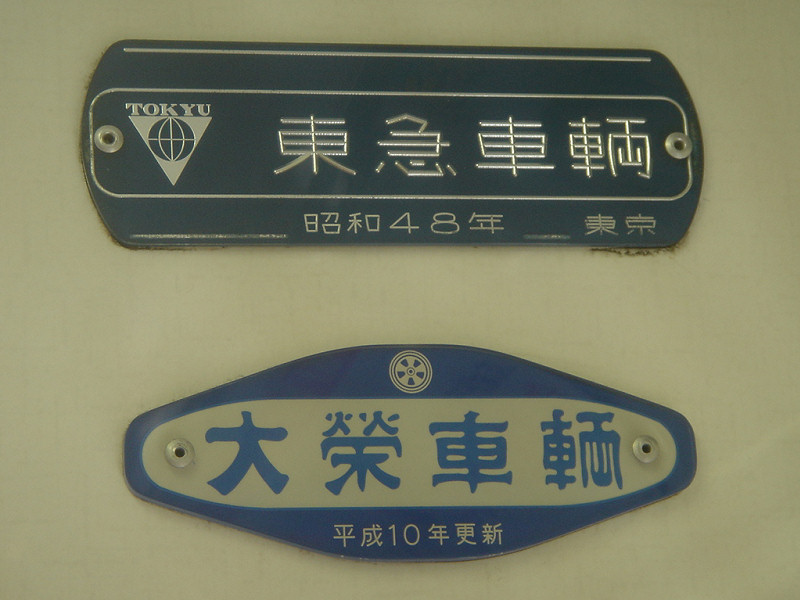
車内銘板の一例（下）
（京成3500形電車）

株式会社大栄車輌（だいえいしゃりょう）は、千葉県で不動産業を営む企業である。かつて鉄道車両の整備、改造を本業としており、主に京成電鉄グループの車両を扱っていたが、2001年（平成13年）に鉄道車両事業から撤退した。その後も法人は存続し、2009年（平成21年）4月10日に千葉県習志野市津田沼から神奈川県足柄下郡箱根町強羅へ本店移転、2019年（令和元年）5月1日に株式会社大栄車輌から株式会社ツーホースへ商号変更をしている。

## 概要
京成電鉄との関連が深く、京成の工場内に事業所を持ち、同社車両の整備、保全工事、改造を請け負っていたが、京成との資本関係は一切なく、この点は東武鉄道との関係が深い同業の津覇車輌工業などとも共通している。
太平洋戦争後に各地の国鉄工場（工機部）敷地に間借りして設立された零細な車両整備会社とも類似した一面を持つ、小規模メーカーであった。
新規の車両製作より、既存車両の整備・改造を主務としていたが、京成向けの電車車体新造や、大手メーカーからの下請けで電車の車体部分構体を製造した例も多く、遊戯用車両も製作していたことがある。

## 沿革
太平洋戦争後、東京都江東区大島に志村榮が「大榮工業｣を創設したのが起源である。社名の由来は、大島の大と志村榮の榮から。
農機具を製造・販売する傍ら、近隣にあった都電柳島車庫から電車やバスの修繕を請け負ったのが鉄道との関わりの始まりで、その後京成の戦災復旧車の車体工事を受注したことで車両部門に本格的に関わるようになる。
その後、津田沼の鉄道連隊跡地（現・イオンモール津田沼）へと移転。京成電鉄・新京成電鉄の車両改造・更新を全て請け負うようになったほか、都電などの車体更新、汽車製造の下請けとして車両製造を行った。地方私鉄向けの更新用車体新造などの施工事例も弘前電気鉄道、関東鉄道向けなど少なくない。また、総武快速線開業前まで京成への新車搬入では甲種輸送列車の到着後、津田沼第二工場への陸送中継地としても利用された。
1982年（昭和57年）に宗吾工場・椚山工場を開設して津田沼工場を閉鎖。1988年（昭和63年）には茜浜工場（習志野市）を開設し、東日本旅客鉄道（JR東日本）のATS-P車上装置搭載工事や冷房装置の整備、筑波山ケーブルカーの車両新製などを行った。
1990年代の大きな施工例としては京成3400形の車体製造がある（名目は「スカイライナー」AE車の更新修繕）。その他、赤電（3000形 - 3300形）全車の車体更新や3050形 - 3300形の冷房搭載改造を施工し、続いて3500形96両のうち56両の更新（側窓や前面形状を大きく変更するなど）も施工したが、これを最後として2001年（平成13年）度に鉄道車両部門が閉鎖された。車両管理所（宗吾）にあった大榮車輛の工場跡地は京成が整備工場として使用している。なお、京成（元新京成）のくぬぎ山車両基地内にある串崎車輌は大栄車輌の椚山工場が派生したものである。
2008年（平成20年）頃まで、習志野市津田沼の本社所在地には「株式会社大榮車輛」の看板を掲げる小さなビルがあった(大部分は学習塾が使用していた)が、2009年（平成21年）頃にマンションに建て替えられた。津田沼工場跡地も同じくマンションとなった。
現在、登記簿上は「鉄道車輌設計製作並に修理」を掲げたまま、2009年（平成21年）4月10日に津田沼から神奈川県足柄下郡箱根町強羅への本店移転、2019年（令和元年）5月1日に株式会社ツーホースへの商号変更を経て、現存している。